# Australia Telescope Compact Array

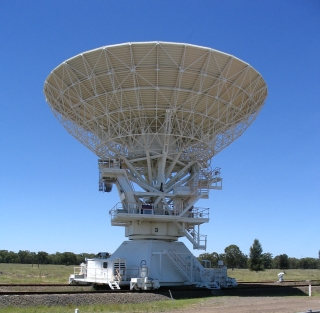
Eines der Radioteleskope des ATCA

Das Australia Telescope Compact Array (ATCA) ist ein Radiointerferometer für astronomische Beobachtungen mit Standort nahe Narrabri, Australien. Die offizielle Eröffnungszeremonie fand am 2. September 1988 statt.
ATCA besteht aus sechs Radioteleskopen mit je 22 m Antennendurchmesser, die an verschiedenen Stationen mit bis zu maximal 6 km Entfernung in ost-westlicher Richtung aufgestellt werden können. Sein Standort, das Paul-Wild-Observatorium, liegt etwa 30 km westlich von Narrabri und etwa 500 km nordwestlich von Sydney in 234 m Höhe. ATCA verfügt über Empfänger für Radiowellenlängen zwischen 20 cm und 3 mm. Zusammen mit dem großen Radioteleskop des Parkes-Observatoriums und einem weiteren Radioteleskop in Mopra wird ATCA auch für Very Long Baseline Interferometry benutzt.
ATCA ist das zurzeit leistungsfähigste Radiointerferometer auf der südlichen Erdhalbkugel. Zusammen mit anderen australischen Radioteleskopen ist ATCA Teil der Australia Telescope National Facility (ATNF) und wird von der australischen Wissenschaftsorganisation CSIRO verwaltet.